# Kenny Hasbrouck
Kenneth Brian Hasbrouck (nacido el 14 de agosto de 1986 en Washington), conocido como Kenny Hasbrouck, es un jugador profesional de baloncesto estadounidense que juega en la posición de Escolta en las filas del Força Lleida Club Esportiu de la Liga ACB.

## Trayectoria deportiva

### Universidad
Después de graduarse en los Cardinal Gibbons (Baltimore, Maryland), Hasbrouck jugó la temporada de postgrado con el Maine Central Institute. Se comprometió con Siena University, jugando en la Metro Atlantic Athletic Conference (MAAC) de la División I de la NCAA, en mayo de 2005, como primer reclutamiento del entrenador Fran McCaffery.
Haasbrouck fue titular en los 28 partidos que jugó en su primer año, con un promedio de 12.4 puntos, 4.3 rebotes y 2.6 asistencias por partido. Fue ocho veces MAAC Rookie of the Week en el camino a la concesión de MAAC Rookie of the Year.
De nuevo fue titular en los partidos que jugó (32) durante su segunda temporada, registrando el octavo MAAC de 16 puntos por partido para entrar en el Second Team All-MAAC. Sus promedios aumentaron a 20.3 puntos por partido en el Torneo MAAC, incluyendo 26 a Marist para llegar a la final, que culminó con la selección en el All-Tournament Team.
En sus 34 partidos jugados (todos como titular) como junior, tuvo 16,1 puntos (convirtiéndose en el tercer jugador que llega más rápido en la historia de Siena en llegar a los 1.000 puntos con una puntuación de 1.405 puntos), 2.2 asistencias y 2.3 robos de balón (el mejor de la liga) por partido. Él estuvo en el First Team All-MAAC y en el Second Team NABC District 2. Después de pasar sin anotar en la primera mitad del MAAC Tournament del 2008 en la semifinal contra Loyola, anotó 17 puntos en la segunda mitad para quitarle la ventaja a Loyola y ayudar a los Saints a llegar a la final. Otros 17 puntos en la final contra Rider para hacerse con el torneo para Siena, con Hasbrouck como MAAC Tournament MVP. En su primera participación en el Torneo de la NCAA, anotó 30 puntos contra Vanderbilt para ayudar a pasar a Siena.
En su último año, Hasbrouck fue nombrado MAAC Player of the Year. Anotó 19 puntos para vencer a Niagara en la final del MAAC Tournament, con Hasbrouck otra vez MAAC Tournament MVP.
Hasbrouck acabó su carrera en Siena con 1.917 puntos (cuarto mejor de todos los tiempos) y 248 robos (el mejor de todos los tiempos), fue uno de los cuatro jugadores de Saints en tener su camiseta (# 41) retirada. Lo instalaron en el Siena's Athletic Hall of Fame Class of 2014 en su primera votación.

### Profesional
No elegido en el Draft de la NBA de 2009, Hasbrouck participó con los Miami Heat en el summer mini-camp, pero se perdió el training camp por una lesión. Luego se unió a los Rio Grande Valley Vipers de la NBA D-League. El 16 de marzo de 2010, los Miami Heat firmaron a Hasbrouck un contrato de 10 días. Fue recontratado con un segundo contrato de 10 días, y luego para el resto de la temporada el 5 de abril de 2010, a pesar de que no jugó en la NBA. Participó en la NBA Summer League, promediando 13.6 puntos, 2.4 rebotes y 2.4 asistencias en más de 28 minutos por partido, después de que su contrato fue prorrogado por los Miami Heat el 28 de julio de 2010. Fue liberado en octubre de 2010, antes del inicio de la temporada de la NBA.
En diciembre de 2010 llega a España para jugar en el Meridiano Alicante para jugar el resto de la temporada 2010-2011
En el verano de 2011, se trasladó a Alemania para jugar en el EWE Baskets Oldenburg para la temporada 2011-12. La siguiente temporada se fue a la Serie A italiana, al con Oknoplast Bologna, con 11,9 puntos, 2,3 asistencias y 1,9 rebotes de media. En diciembre de 2013, Hasbrouck firmó un contrato para jugar con Mersin BB de la liga turca.
Jugó la temporada 2014-15 con Mobyt Ferrara de la Serie A2, terminando como máximo anotador de la liga con 20,4 puntos por partido, a lo que añadió 3.2 rebotes y 2.7 asistencias. 
En 2015/16 Hasbrouck firmó con el equipo Acqua Vitasnella Cantù de la Serie A, disputando 13 encuentros en los que promedió 8.9 puntos antes de ser traspasado en enero al Virtus Bolonia, donde acabó la temporada con medias de 7.8 puntos.
En la temporada 2016/17 se incorpora al Assiegco Piacenza de la Serie B, donde completa una gran temporada promediando 17.3 puntos, 3 rebotes y 2.9 asistencias. En las siguientes campañas se consolida como un jugador de referencia en la competición formando parte de Aurora Basket Jesi en 2017/18 (18.2 puntos, 3.9 rebotes y 2.9 asistencias), Fortitudo Bologna en 2018/19 (16.4 puntos, 2 rebotes y 2.6 asistencias), Tezenis Verona en 2019/20 (14.4 puntos, 2.4 rebotes y 2.7 asistencias), Kleb Basket Ferrara en 2020/21 (12.9 puntos, 2.5 rebotes y 3.3 asistencias) y Pallacanestro Biella en 2021/22 (13.8 puntos, 3.7 rebotes y 4.3 asistencias).
El 1 de enero de 2023 se hace oficial su fichaje por el Cáceres Patrimonio de la Humanidad, club de Liga LEB Oro española. Su contribución resultó decisiva para que el equipo lograra la permanencia en la competición, destacando individualmente con promedios de 14.7 puntos, 2 rebotes y 3.1 asistencias.
El 27 de julio de 2023, firma por el Força Lleida Club Esportiu de la Liga LEB Oro.
El 19 de junio de 2024, firma por el Spartans Distrito Capital de la Superliga Profesional de Baloncesto. Tras nueve partidos en la liga venezolana, regresó al conjunto ilerdense para disputar la liga Endesa.